# Thekla Landé
Thekla Landé (* 1864 in Ostrowo; † 20. November 1932 in Wuppertal-Elberfeld) war eine deutsche Politikerin. Sie gehörte 1919 zu den ersten gewählten weiblichen Abgeordneten im Rheinland, sie kandidierte im gleichen Jahr für die SPD zur Weimarer Nationalversammlung. Von 1919 bis 1932 gehörte sie dem Stadtrat von Elberfeld und Wuppertal als Stadtverordnete an und fokussierte auf das Wohlfahrtswesen. Sie trat für eine gleichberechtigte Rolle von Männern und Frauen ein.

## Lebensweg
Thekla Landé wurde in der preußischen Provinz Posen als Tochter von Sophie und Moritz Landé geboren, einer Familie jüdischer Herkunft. Der Vater war Architekt und hatte nach der Übersiedlung von Ostrowo nach Berlin direkt am Kurfürstendamm ein eigenes Haus für seine Familie errichtet. Dort wuchs die Tochter Thekla zusammen mit vier Geschwistern in wohlsituierten großbürgerlichen Verhältnissen auf und besuchte in dieser Umgebung die Schule.

### Kaiserreich

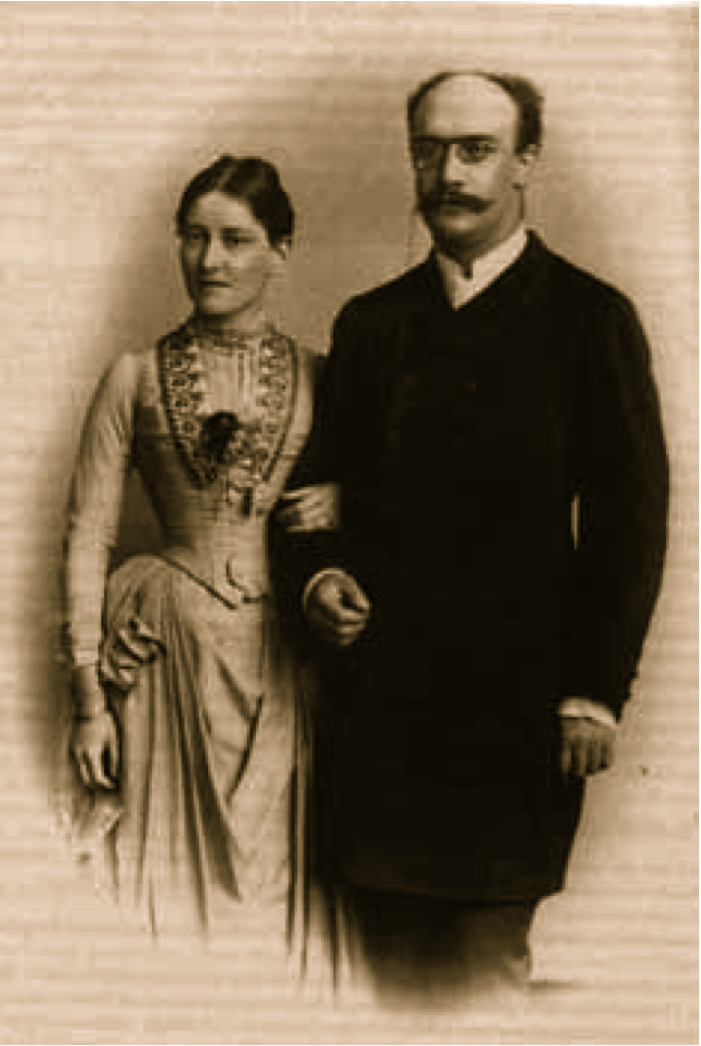
Thekla und Hugo Landé, Fotografie um 1890

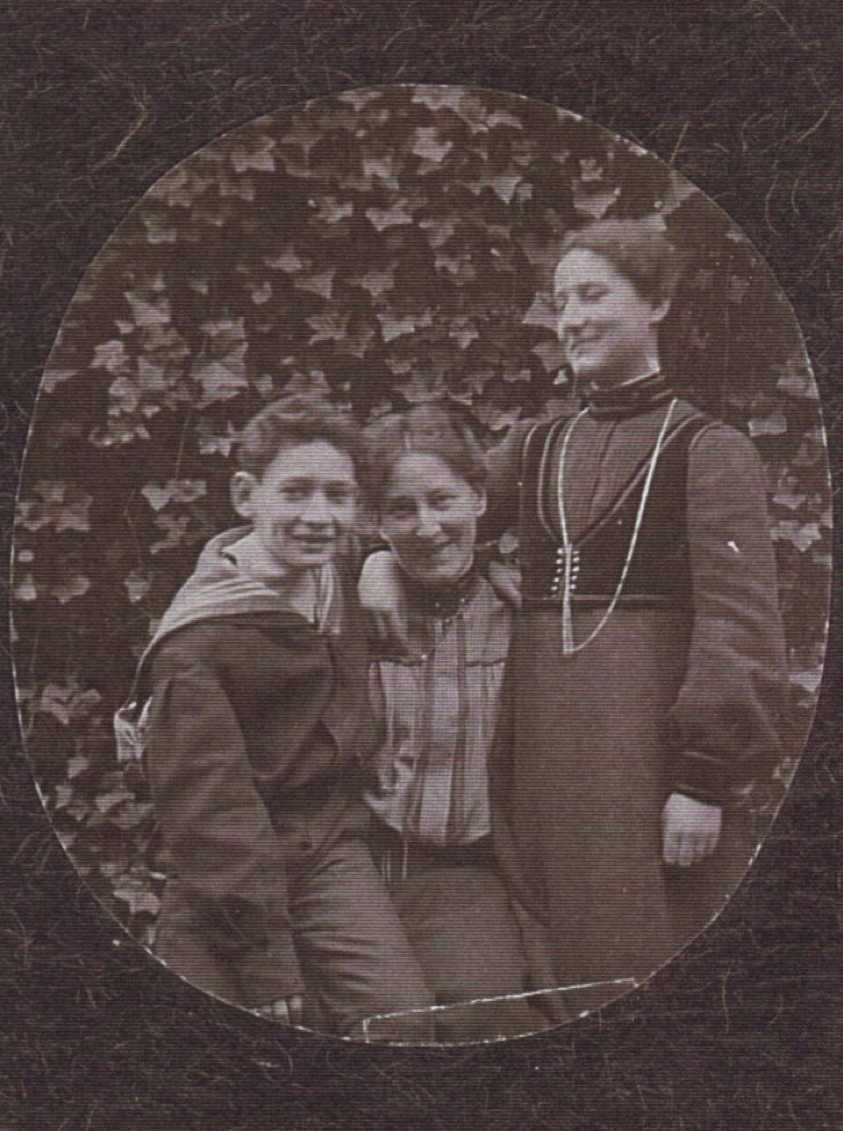
Thekla Landé (Mitte), ihr jüngster Sohn Franz (links) und ihre ältere Tochter Charlotte (rechts) im Garten des Familienanwesens in Elberfeld, um 1905

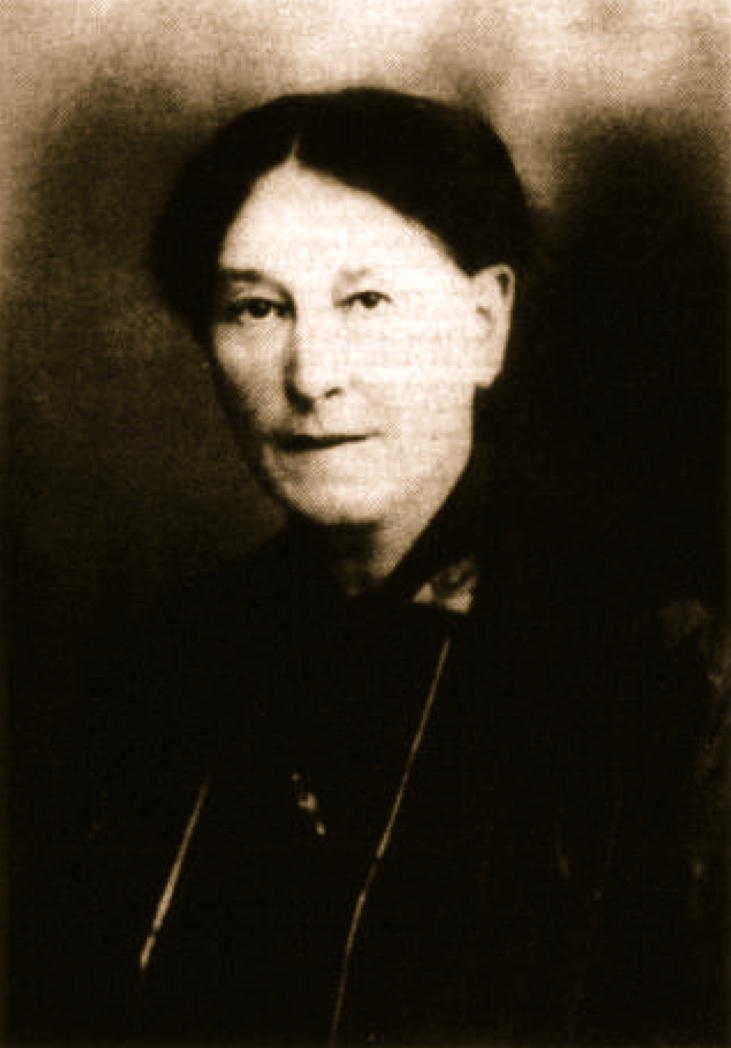
Thekla Landé als Wuppertaler Stadtverordnete, Fotografie um 1930 – Diese Aufnahme hängt in der Ahnengalerie auf den Fluren des Rathauses Barmen

Im Jahr 1887, im Alter von 23 Jahren, heiratete sie ihren fünf Jahre älteren Cousin Hugo Landé, der sich im Frühjahr 1886 mit eigener Kanzlei in Elberfeld niedergelassen hatte. Beide bezogen dort in der Herzogstraße 40 eine gemeinsame Wohnung. Aus dieser Ehe gingen vier Kinder hervor:
- Alfred Landé (1888–1976), Physiker;
- Charlotte Landé (1890–1977), Kinderärztin, Stadtärztin von Frankfurt am Main und Fachautorin;
- Franz Landé (1893–1942), Musiker und Dirigent; am 30. September 1942 in Auschwitz ermordet;
- Eva Landé (1901–1977), Reformpädagogin und Emigrantin (siehe: Bekannte Mitglieder im Verband deutscher Lehreremigranten: Eva Landé und Erich Stedeli).

Seit dem 22. Oktober 1878 versuchte man im Deutschen Reich, mit dem als Sozialistengesetz bekannten Gesetz gegen die gemeingefährlichen Bestrebungen der Sozialdemokratie Aktivitäten und Ziele der Arbeiterbewegung zu unterdrücken. Die Städte Barmen und Elberfeld wurden zu den Hochburgen der Sozialdemokraten gerechnet. Vor dem Hintergrund dieses Gesetzes begann im Herbst 1889 am Landgericht Elberfeld ein großer Prozess gegen insgesamt 91 Personen, darunter fünf sozialdemokratische Reichstagsabgeordnete, denen illegale Betätigung für die SPD vorgeworfen wurde.
Es ist davon auszugehen, dass die Landés diesen Prozess aufmerksam verfolgt haben, da sich das junge Ehepaar im Volksbildungsverein zu Elberfeld engagierte. Dieser Verein war parteipolitisch unabhängig konstituiert, in ihm waren jedoch zahlreiche SPD-Mitglieder aktiv, die sich im Hombüchel 6–8 regelmäßig zu ihren Zusammenkünften trafen.
Im März 1890 gab ihr Ehemann seine vier Jahre genutzte Kanzlei auf und bezog in der Casinogartenstraße 15 a (heute: Kolpingstraße) neue Kanzleiräume, die dem zwischenzeitlich angewachsenen Kreis seiner Klientel Rechnung trugen. Etwa zeitgleich erfolgte ein privater Umzug von der bisherigen Wohnung in ein eigenes Haus in der Luisenstraße 85, da auch der Familienzuwachs mehr Raum erforderte. Ihre Tochter Charlotte, in der Familie gern Lotte genannt, wurde am 26. Mai 1890 geboren.
Am 30. September 1890 trat das „Gesetz gegen die gemeingefährlichen Bestrebungen der Sozialdemokratie“ nach zwölf Jahren außer Kraft, so dass sozialdemokratisches Engagement ein wenig einfacher wurde. Gleichwohl wurden Aktivitäten wie Zusammenkünfte, Vorträge und Publikationen, von Spitzeln der preußischen Polizei überwacht und protokolliert. Noch im gleichen Jahr traten Hugo und Thekla Landé in die SPD ein.
Wie viele überzeugte Sozialisten dieser Zeit war das Ehepaar nicht religiös orientiert und war demzufolge auch nicht in der jüdischen Gemeinde engagiert.
Im Oktober 1891 nahm Hugo Landé neben August Bebel und Wilhelm Liebknecht als Delegierter und Mitglied der Programmkommission am Erfurter Parteitag teil. In dieser Funktion befasste er sich mit dem Entwurf eines neuen Parteiprogramms, diesbezüglichen Anträgen und Vorschlägen. Das Erfurter Programm beinhaltete schließlich die Forderung nach einem allgemeinen, gleichen und direkten Wahlrecht, nach einer Vereinigungs-, Versammlungs- und Meinungsfreiheit sowie einer Gleichberechtigung der Frauen.
Im Jahr 1892 wurde der Bildungsverein für Frauen und Mädchen des arbeitenden Volkes in Elberfeld gegründet, in dem sich Thekla Landé von Beginn an engagierte und mit eigenen Vorträgen Stellung bezog. Sie trat vehement für eine Gleichberechtigung von Frauen ein und fokussierte auf das Bildungswesen, in dem Mädchen und Frauen der Zugang zu höheren Abschlüssen wie Abitur und akademischen Graden verwehrt wurde.
Am 10. April 1893 wurde Franz geboren, drittes Kind der Familie und zweiter Sohn. Im Jahr 1901 wurde als viertes Kind und zweite Tochter Eva geboren. Thekla Landé war Mutter von insgesamt sechs Kindern, zwei verstarben jedoch bereits im Säuglingsalter.
Die Eltern kümmerten sich intensiv um jedes ihrer Kinder, der Vater nahm sich beispielsweise die Zeit, ihnen aus Büchern vorzulesen und bei den Hausaufgaben zu helfen. Jedes Kind erlernte ein Musikinstrument, zusammen mit den ebenfalls musizierenden Eltern fanden regelmäßige Hausmusikabende statt, teils mit Gästen. Auch nach ihrem Auszug von zuhause hielten alle Kinder mit ihren Eltern engen Kontakt.
Als ihre Tochter Charlotte nach dem Besuch der Höheren Töchterschule (auch: Sarresschule) in Elberfelds Weststadt mit 15 Jahren in das Alter kam, eine weiterführende Schule besuchen zu wollen, dies dem herrschenden Bildungssystem nach als Mädchen aber nicht zu dürfen, arrangierte Thekla Landé für sie und weitere Mädchen im Alter zwischen 15 und 25 Jahren ab dem Jahr 1905 privat abgehaltene Realgymnasialkurse, die von entsprechend aufgeschlossenen (männlichen) Lehrern des Städtischen Gymnasiums Elberfeld gegen Honorar gehalten wurden. Für die Naturwissenschaften wurden die Laboratorien des Realgymnasiums zur Verfügung gestellt.
Als Ergebnis der Kommunalwahlen im Jahr 1909 zogen ihr Ehemann Hugo Landé und einer seiner Parteigenossen als erste sozialdemokratische Abgeordnete in den Stadtrat Elberfelds ein.

### Weimarer Republik
Nach dem Ersten Weltkrieg kandidierte Thekla Landé im Januar 1919 bei den Wahlen zur Weimarer Nationalversammlung für die SPD. Nur wenige Wochen später zog sie als eine der ersten weiblichen Abgeordneten im Rheinland in den Elberfelder Stadtrat ein und gehörte nach der Vereinigung zur Stadt Wuppertal am 1. August 1929 auch dessen Stadtrat an. Im Jahr 1920 war sie Abgeordnete im Provinziallandtag der preußischen Rheinprovinz für Elberfeld.
In ihrer Funktion setzte sie sich maßgeblich für das Wohlfahrtswesen ein, forderte Hilfsangebote für die mit starken gesellschaftlichen Vorurteilen und konkreten Nachteilen belasteten ledigen Mütter und deren (uneheliche) Kinder sowie die Einrichtung von städtischen Kindergärten und -tagesstätten.
Ihr Ehemann Hugo war als Rechtsanwalt und Justizrat im Jahr 1919 Fraktionsführer der SPD im Elberfelder Stadtparlament sowie Regierungspräsident in Düsseldorf.
Insgesamt war Thekla Landé über 13 Jahre als Stadtverordnete aktiv, sie musste sich im Februar 1932 aus gesundheitlichen Gründen von diesem Amt zurückziehen und ihr Mandat niederlegen. Wenige Monate später, am 20. November, starb sie im Alter von 67 Jahren.

## Ehrungen
Im Jahr 2000 wurde ein Porträt von Thekla Landé in der so genannten „Ahnengalerie“ auf den Fluren des Rathauses Barmen angebracht. Zu diesem Anlass wurden ihre Nachfahren aus Frankreich und den USA eingeladen.
Im Jahr 2004 wurde der Name von Thekla Landé als Bezeichnung der Wuppertaler Schule für Kranke diskutiert.
Im Jahr 2010, anlässlich des 400. Jubiläums von Elberfeld, wurde Thekla Landé von der Stadt Wuppertal beim 4. Wuppertaler Geschichtsfest zum Elberfelder Jubiläum thematisiert.